# 佛教與自殺
佛教對自殺的觀點在三大教派（南傳、大乘和密宗）的佛典經規上有所不同，但對安樂死或「慈悲殺人」（Mercy-killing）這一概念持譴責態度，包括自願安樂死、非自願安樂死和無意識安樂死。
在過去，隨着佛教分化出各種派別，佛教經規記錄下佛陀本人傳達的佛教原則和價值觀，指引着全球約五億佛教徒走向涅槃之路。在僧規或毗奈耶律藏中，佛陀對安樂死和輔助自殺達成共識，表達不贊同這種做法。
佛教並不認為生命應該通過採取任何必要手段延遲死亡，而是認為說在任何情況下故意加速死亡，在倫理上都是不可接受的。

## 律藏
《律藏》是佛教三藏佛典之一，與安樂死最相關。《律藏》涵蓋佛陀對各種事務作出判決的一系列佛教戒律，儘管其中並沒有專門提到「安樂死」這個詞。
僧侶和尼姑應遵守《律藏》所傳達的禮教，無論是遵循聖旨命令的人還是非遵循聖旨命令的人，都被認為是錯誤地殺害他人，違反佛教戒律。在《律藏》之外，早期佛教經典中並未明確提及安樂死。
在佛陀生前，曾發生過修行醫術的僧人，置身於必須做出協助他人自殺的決定的情況，包括親手結束對方的生命、提供用於結束生命的工具，或者任由患者受苦，正如《律藏》中所述的案例所示。
因此，佛陀在《律藏》中增設戒律禁止結束他人的生命，佛陀發現有些僧侶要麼自殺，要麼請求他人殺害自己，因為他們對自己的身體感到不滿。佛陀說道：
若有比丘故意剝奪他人生命，或為他尋找刺客，或讚美死亡的好處，或煽動他去死，說：「善男子，這種邪惡、悲慘的生活對你有何益處？死亡對你而言比生命更好。」或者心懷這樣的想法，以及目的，用各種方式讚美死亡或慫恿他去死，他也會是敗壞的敗種，不再屬於僧團。 
因此，佛陀後來在第三《波逸提法》中擴大了戒律，對一些僧侶故意煽動病人相信他應該選擇死亡而不是生命，規定將其終身開除出僧團。
在這案例中，僧侶們對一個生病的僧侶讚揚死亡是美好的觀念，勸說他採取不為人知的方式結束自己的生命。由於其他僧人告知他表現出戒德，將獲得美好的轉生機會，因此這位僧人停止進食，後來去世。:p.295

## 死亡和因果報應
佛教徒相信生命始於出生，終於個體死亡。在個體生命的過程中，無論其精神能力或心理功能的狀態如何，都應受到尊重與尊嚴。身體內包含的生命要素有熱量、生命力和知覺（識）。
在佛教徒中，對於何時算是真正死亡存在着很多困惑混淆。一些人認為當大腦失去功能時就是死亡，但也有人不同意這個觀點。據古籍記載，佛陀圓寂時，他的25年個人侍從侍者阿難宣佈他已死亡。然而，後來有一位比他資歷更老的僧侶糾正了阿難，聲稱佛陀只是處於極度的恍惚沉思狀態。在這種恍惚狀態下，佛陀沒有任何生命跡象，這使得未來的佛教徒難以確定何時是死亡的界限，特別是當這些生理恍惚狀態存在，並在佛教文獻中有所描述時。
雖然在死亡時會失去所有物質財產，離開家人、愛人和成就，但死亡並不摧毀一個人所有的一切。通過善良和冥想實踐淨化自己的品格將延續到下一生，影響個體的心智傳承。

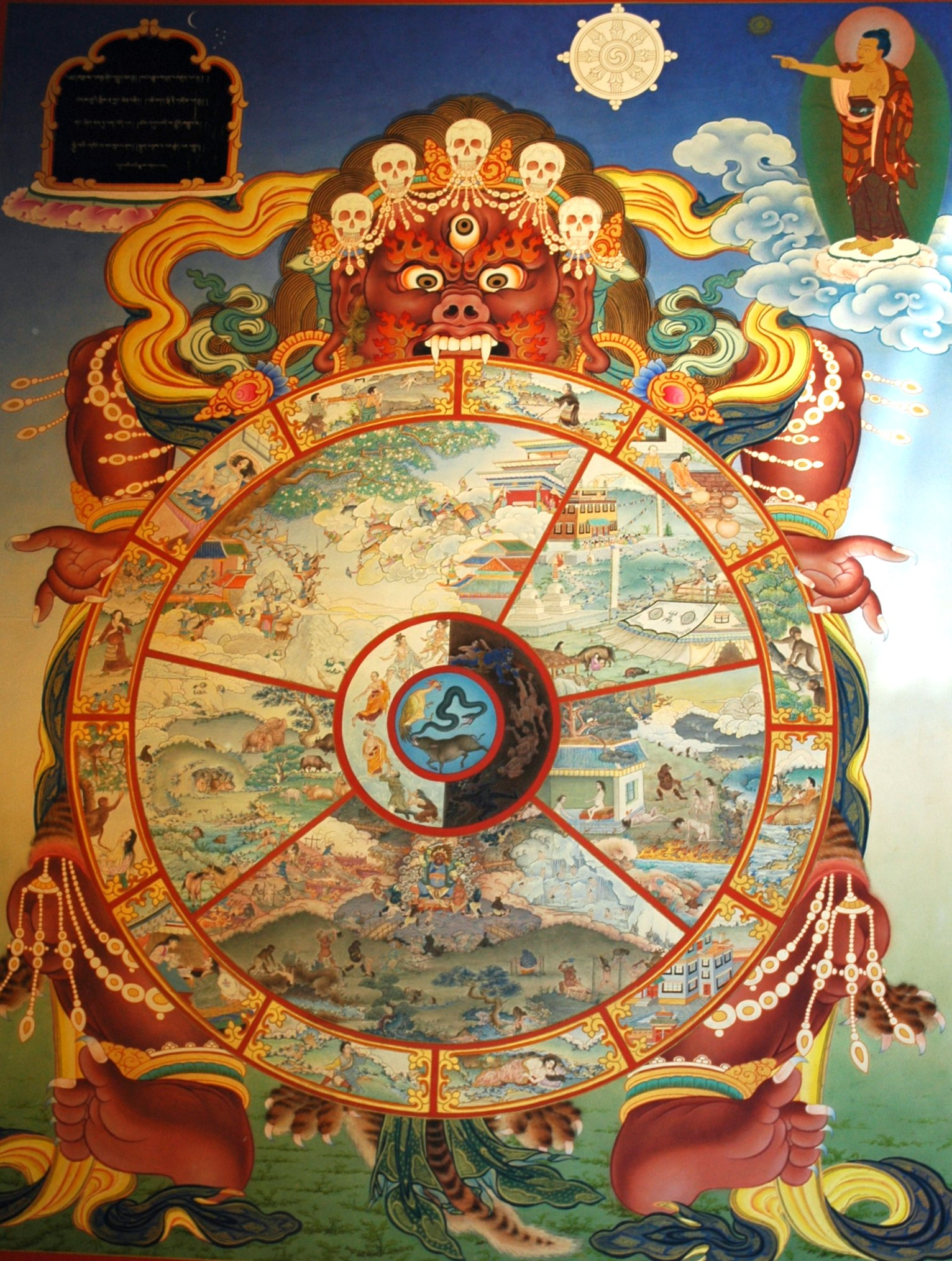
死神耶麼手持六道輪迴圖，又稱生命之輪

佛教徒相信，死後他們將輪迴轉世，直到達到無欲的涅槃境地。與個人之前積累的因果報應相結合，臨終時的心境對於決定下一世將投生何種輪迴至關重要。
佛教的宇宙觀中有六道生命領域：地獄道（無間地獄）、餓鬼道（餓鬼）、畜生道（動物）、人道（人）、修羅道（修羅）、天道（天人）。在所有存在的道中，人道是最受期待的，但也是最難獲得的。
根據個體當前生命中所積累的業力水平（因果報應），決定了他們在死後轉生到哪個領域。根據一個人在當前生命中積累的，決定了他們死後會轉生到哪個領域。六道中的前三道旨在帶來苦難（地獄道、餓鬼道和畜生道）是最受唾棄的，由於前世所做惡行所造成的負面業力，導致轉生到這三道會剝奪正常的心智能力。
儘管比前三者更為可接受，修羅界和天界仍然不受青睞，因為修羅界和天界讓人獲得終極幸福，卻阻礙靈魂進步的機會。只有通過善業，一個人的靈魂才能到達人間界（人道）。
安樂死雖然可以視為一種慈悲行為，但在佛教中並不被看作是無私和仁慈的行為，而更像是偽裝成幫助的傷害行為，從而可能導致負面因果。如果有人因疾病而受苦，那可能是業力的結果，結束他們的生命不太可能終結他們的困境，因為由業力引起的苦難將會在死後繼續跟隨他們，直到其能量消逝。

## 慈悲

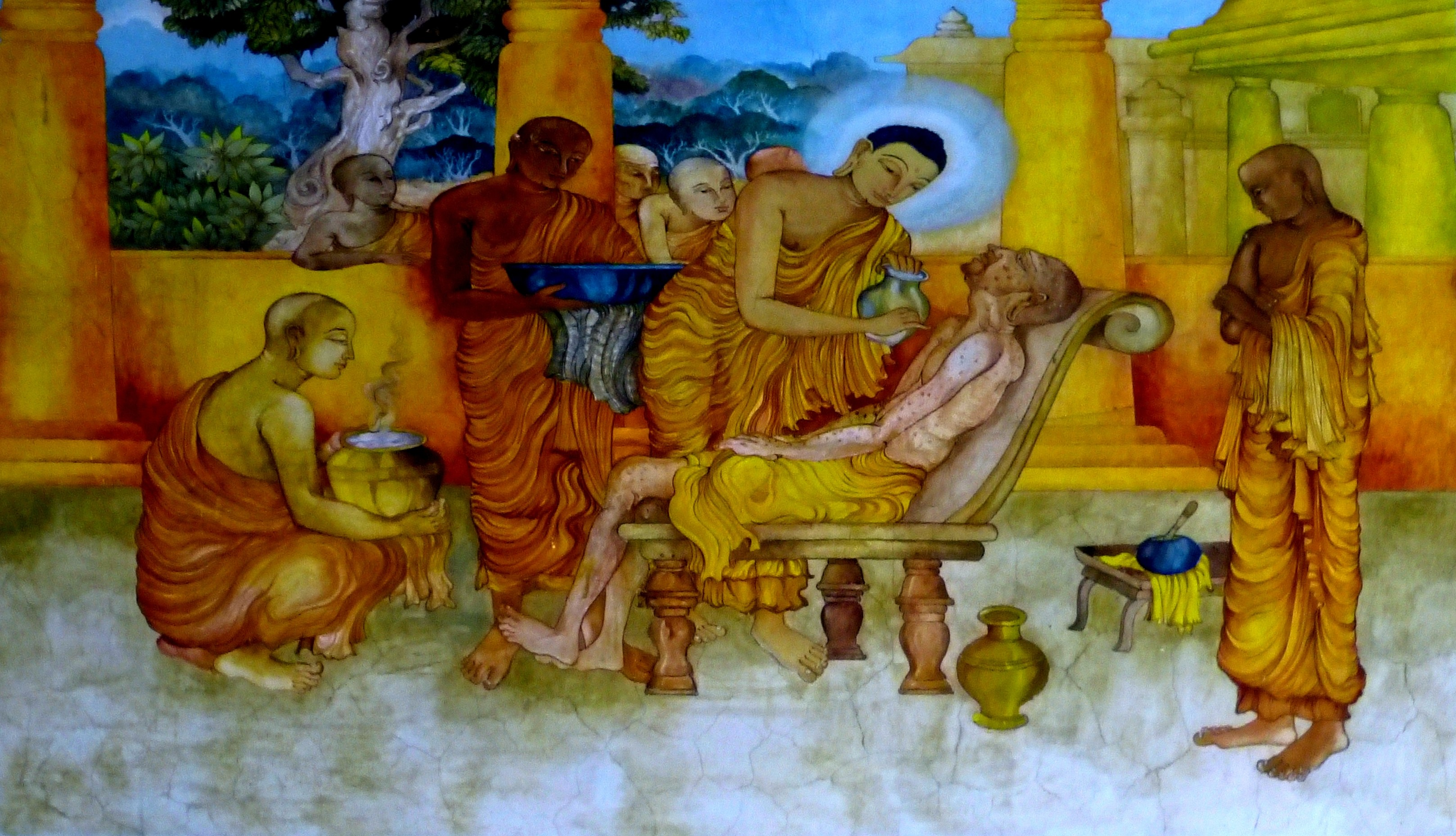
佛陀和阿難尊者照料一位生病的僧侶

慈悲是佛教價值觀，強調佛教對憐憫的看法，在三大佛教學派中都有所體現。:p.295儘管慈悲行為可能視為道德上的善行，但並非所有出於慈悲的行為都能正當化。出於慈悲而結束生命，以減輕疾病或傷害帶來的痛苦，這種做法可能會讓人覺得自己有權利實施安樂死。然而，在佛教和菩薩理念中，這可能會侵害生命。
《律藏》案例其中，一名罪犯在一位僧侶請求劊子手迅速處決他，以免延長他的痛苦和等待的悲傷時期，這就為一起不合理的慈悲行為。
如果在醫院一位頭腦清醒的病人，感到自己的疾病消耗了有限的寶貴資源，或者讓家人花費大量資金支付醫療費用以維持他們的生命，而這些資金並不易得，這就為道德上良好的慈悲行為。
出於道德上的慈悲，這位病人他可能會決定停止生命維持的來源，而不受他人的壓力。如果組織強迫病人放棄進一步的搶救治療，這就可能會視為謀殺。如果病人處於晚期疾病且無法自行進食，那麼協助他們是其親屬的責任，即使需要進行靜脈營養。
佛教將生命存在描繪為根本寶貴的東西，生命不應該因為任何理由而被放棄，無論是出於憐憫、友愛還是其他價值。用憐憫作為理由來支持死亡，是基於誤解的一種錯誤做法，也是一種不明智表達慈悲的方式。

## 植物人狀態
根據佛教戒律，處於植物人狀態的人既不是死亡也不是活着，而是被認為處於某種模糊的意識狀態，仍然是一個有生命的個體。他們除了需要補充營養以維持生命機能外，無需依賴外界幫助來保持生存多年。因此，佛教認為植物人是一個有生命、有呼吸的生命形式，因為生命的價值並非通過個體主義來觀察。
儘管佛教將這種存在狀態視為受損，但處於植物人狀態的人應該得到與以前相同的對待。在動物和人類出生之前，他們在母親的子宮中等待時都有價值，因此不應該被剝奪生命。然而，一些佛教徒認為無意識的生命或缺乏意識的生命是沒有價值的，這是一個備受爭議的觀點。
佛教表明，即使是身體器官受損，比如大腦，一個人仍然值得慈悲，因為他們仍然能夠在關心他們的人身上引起各種情感。因為慈悲是佛教徒對所有生命都懷有堅定信念，所以因患者的精神狀態而終結生命並拒絕治療，將視為放棄生命的行為，認為這是不理智和不公平的。
植物人狀態可以視為一種變異的冥想狀態，其中人的知覺表現出一種與通常所見不同的方式。另一種身體不做出反應的意識形式是「無形」再生。由於這些冥想狀態，通常很難以物理方式確定意識狀態。
在當時，意識狀態可能正在經歷死亡過程的演示，最終準備好接受最佳的再生。在這個準備過程中，眼睛和其他感官器官將停止功能，但人的觸覺、大腦功能和生命力位於心臟。
在佛教中，考慮到冥想狀態的概念，因此一些植物人仍然具有知覺。處於持續的植物狀態並不同於為死亡做準備的過程，儘管其看起來類似。一個人可能失去呼吸和思考的功能，但仍然是活着的。

## 安樂死的替代方案

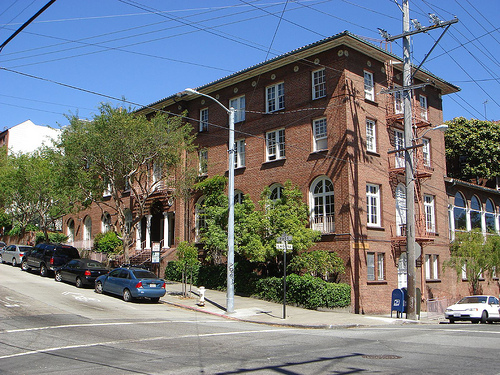
三藩市禪修中心

將患絕症的人轉入臨終關懷中，通過鎮痛藥物緩解身體疼痛，而非意圖結束他們的生命，讓他們能夠在無痛苦、舒適的狀態下離世，這是一種高度值得考慮的安樂死替代方案。臨終關懷旨在幫助患者擁有所謂的「美好的死亡」。臨近死亡時，患者應該能夠平靜地反思自己的一生。
自1971年以來，三藩市禪修中心便為患絕症的患者提供幫助，並自1987年成立臨終關懷培訓計劃以來，已經有培訓有素的臨終關懷員工。不僅提供志願者去探望臨終的人，而且為那些失去所關心的人的人提供諮詢和同情。目的在於真正減輕一個人面對死亡、離開所愛的人以及確保心境清晰平靜時可能經歷的任何焦慮情緒。
因此，安寧病房員工更傾向於不讓一個人在麻醉、無意識的狀態下死去。當一個人在沒有憤怒、異議和焦慮的清晰良知和放鬆狀態中離世時，最好能積極過渡到未來的生活。在佛教中，「美好的往生」是由家人和朋友共同促成，盡力確保垂危的人心境安寧和振奮。

## 延伸閱讀
- 佛教與墮胎
- Barnes M. . British Medical Bulletin. April 1996, 52 (2): 369–75. PMID 8759235. doi:10.1093/oxfordjournals.bmb.a011552 . （英文）
- Becker, Carl B. . Philosophy East and West. October 1990, 40 (4): 543–556. JSTOR 1399357. doi:10.2307/1399357. （英文）
- Florida, R. E. . Journal of Law and Religion. 1998–1999, 13 (2): 413–416. JSTOR 1051474. PMID 15112693. doi:10.2307/1051474. （英文）
- Harvey, Peter. . Journal of Law and Religion. 1998–1999, 13 (2): 407–412. JSTOR 1051473. PMID 15112692. S2CID 44910392. doi:10.2307/1051473. （英文）
- Keown, Damien. . Journal of Law and Religion. 1998–1999, 13 (2): 385–405. JSTOR 1051472. PMID 15112691. S2CID 10435118. doi:10.2307/1051472. （英文）
- Koike, Kiyoyuki (2001/2002). Suicide and Euthanasia from a Buddhist Viewpoint: On Nikáya, Vinaya Pitaka and the Chinese Canon （页面存档备份，存于）,  Indogaku chibettogaku kenkyą (Journal of Indian and Tibetan Studies) 5/6, 144-190  （英文）
- Kawamoto, Kanae (2017). Suicide and Euthanasia in Buddhism: Ethicization of the Narratives in the Pali Canon[]. PhD thesis, Kyoto: Ryokoku University （英文）